# Berberis simulans
Berberis simulans är en berberisväxtart som beskrevs av Camillo Karl Schneider. Berberis simulans ingår i släktet berberisar, och familjen berberisväxter. Inga underarter finns listade i Catalogue of Life.